# Dan Andersson
Daniel Andersson, kaldet Dan Andersson (født 6. april 1888 i Dalarna, død 16. september 1920 i Stockholm) var en svensk forfatter og digter. Han giftede sig 19. juni 1918 med lærerinde Olga Turesson, som var troubadouren Gunnar Turessons søster. Han brugte nogle gange pseudonymet "Black Jim".
Dan Andersson er i dag mest kendt for sine digte. Flere af dem har fået musik og er fremført af kendte visesangere. Blandt de mest kendte digte er  Jungmann Jansson, Jag väntar, Spelmannen og Helgdagskväll i timmerkojan.
Dan Andersson døde i 1920 32 år gammel.
Mange svenske rockmusikere har brugt tekster af Andersson, og sangen "Om Black Jim (sv)" af Joakim Thåström er en hyldest til ham. Den norske musiker Åge Aleksandersen udgav i oktober 2006 et album med tekster af Dan Andersson. Den danske sanger Peter Abrahamsen indspillede i 2008 Omkring tiggeren fra Luosa i egen oversættelse Bagved bjerget...bagved stjernerne.
I 2009 indspillede Peter Abrahamsen digtet "Et russ" igen i egen oversættelse med musik af Åge Aleksandersen. På dansk blev det til "En rus". I 2012 udgav Peter Abrahamsen CD'en "Vejen til Luossa" med 12 af Anderssons digte i egen gendigtning og med ny musik til en række af digtene. Resultatet kan læses på www.danandersson.dk. Musikanmelderen Torben Bille roste udgivelsen.